# Папірус Фуада 266

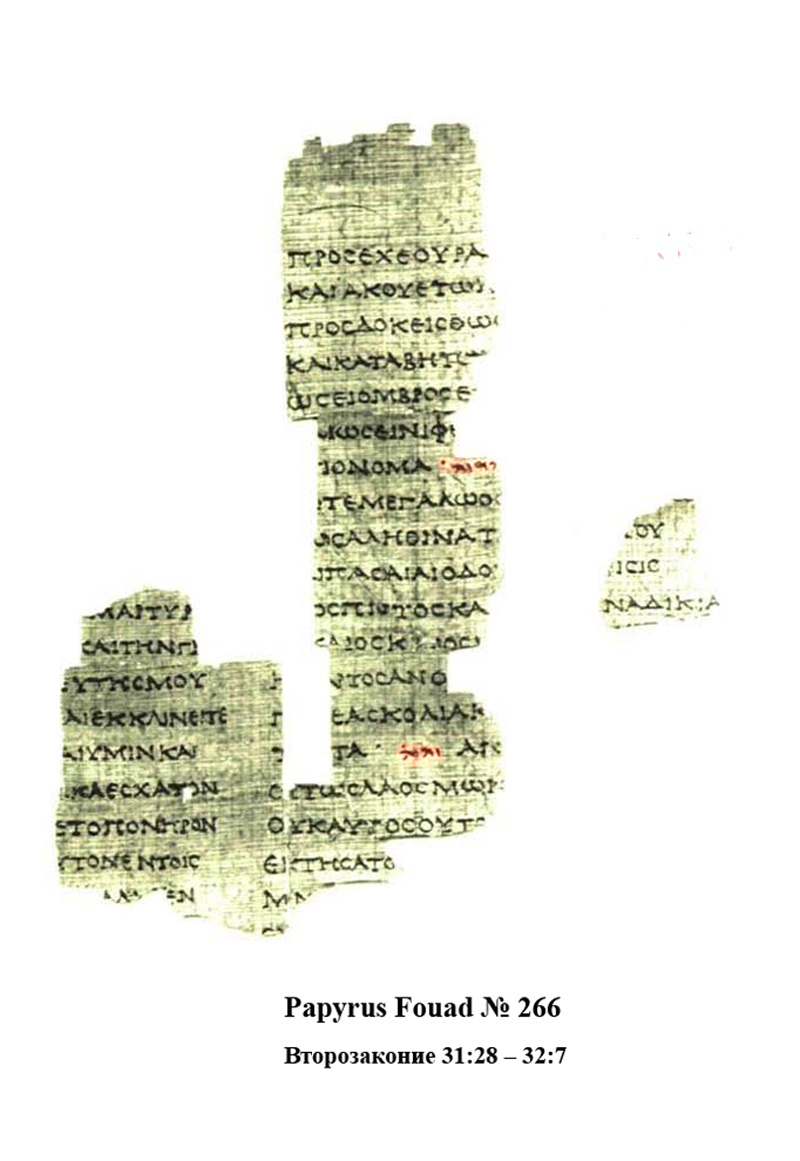

Папірус Фуада 266 — папірус з фрагментами Септуагінти, що був знайдений у 1939 році в Єгипті; датується І ст. до н. е. Папірус не зберігся як цілісний сувій, а складається зі 117 фрагментів, які містять уривки книг Буття і Повторення Закону. Папірус названий на честь Ахмеда Фуада І.
Фрагмент цього папірусу був оприлюднений 1944 року В. Водделем у «Журналі теологічних досліджень» («Journal of Theological Studies», т. 45, с. 158—161). У 1948 році двоє місіонерів, випускники Біблійної школи «Гілеад» Товариства «Вартова башта», придбали в Каїрі фотографії 18-ти фрагментів цього папірусу і отримали дозвіл на їх публікування. Згодом 12 з цих фрагментів були оприлюднені в «Християнських Грецьких Писаннях. Перекладі нового світу» (1950 р., с. 13, 14; видання англійською мовою). Фотографії з цього видання лягли в основу трьох наукових досліджень: 1) «Papiro Fuad, Inv. 266. Analisi critica dei Frammenti pubblicati in: 'New World Translation of the Christian Greek Scriptures'. Brooklyn (N. Y.)1950 p.13s.» А. Ваккарі, що вийшло 1957 року у берлінському виданні «Studia Patristica» (т. І, ч. І, с. 339—342) під редакцією К. Аланда і Ф. Кросса; 2) «Papyrus Fouad Inv. No. 266» В. Баарса, надруковане у виданні «Nederlands Theologisch Tijdschrift» (Вагенінген, 1959, т. ХІІІ, с. 442—446); 3) «The Oldest Greek Text of Deuteronomy» Дж. Говарда, опубліковане у виданні «Hebrew Union College Annual» (Цинциннаті, 1971, т. XLII, c. 125—131).
У своєму коментарі до папірусу Фуада 266 П. Кале написав: «Наступні фрагменти цього папірусу відтворено з фотографії Біблійним і трактатним товариством „Вартова башта“ у вступі до англійського перекладу Нового Завіту (Бруклін, Нью-Йорк, 1950). Характерною особливістю цього папірусу є той факт, що в ньому Боже ім'я передано у вигляді тетраграми єврейським квадратним письмом. За моїм дорученням отець Ваккарі дослідив фрагменти цього папірусу і дійшов висновку, що цей папірус, написаний, вочевидь, приблизно на 400 років раніше за Ватиканський кодекс, містить, імовірно, найкращий текст Повторення Закону в перекладі Септуагінта з тих, що дійшли до наших днів» («Studia Evangelica», ред. К. Аланд, Ф. Кросс, Ж. Даніелу, Г. Різенфельд, Берлін, 1959, с. 614).
117 фрагментів папірусу Фуада 266 були опубліковані у виданні «Etudes de Papyrologie» (Каїр, 1971, т. 9, с. 81-150, 227, 228). У 1980 році в Бонні в 27-му томі серії «Papyrologische Texte und Abhandlungen» Закі Алі і Людвіг Кьонен опублікували працю під назвою «Three Rolls of the Early Septuagint», що містила фотографії усіх фрагментів цього папірусу.
У папірусі Фуада 266 Боже ім'я передане у формі тетраграми єврейським квадратним письмом в таких місцях: Повторення Закону 18:5, 5, 7, 15, 16; 19:8, 14; 20:4, 13, 18; 21:1, 8; 23:5; 24:4, 9; 25:15, 16; 26:2, 7, 8, 14; 27:2, 3, 7, 10, 15; 28:1, 1, 7, 8, 9, 13, 61, 62, 64, 65; 29:4, 10, 20, 29; 30:9, 20; 31:3, 26, 27, 29; 32:3, 6, 19. Отже, у цій збірці тетраграма вживається в 49-ти ідентифікованих місцях Повторення Закону. Крім того, у цій збірці тетраграма міститься ще в трьох неідентифікованих місцях, а саме у фрагментах 116, 117 і 123.
Папірус Фуада 226 є одним з тих давніх цінних папірусів, які дають змогу визначити текст Септуагінти. Папірус Фуада 226 містить неспростовні докази того, що первісний текст Септуагінти містив Боже ім'я, записане у вигляді тетраграми єврейським квадратним письмом. А це в свою чергу дозволяє дійти висновку, що ранні християни знали і вживали Боже ім'я в тексті Християнських Грецьких Писань (Новому Завіті), коли цитували ті місця Септуагінти, що містили тетраграму.